# Flecha Valona 1977
La Flecha Valona 1977 se disputó el 7 de abril de 1977, y supuso la edición número 41 de la carrera. El ganador fue el italiano Francesco Moser después que el ganador en la carretera, el belga Freddy Maertens, fuera descalificado por dar positivo en el control antidopaje. El también italiano Giuseppe Saronni fue segundo mientras que el tercero figura como desierto. Los belgas Willy Teirlinck (sexto clasificado) y Eddy Merckx (octavo) también fueron clasificados por dar positivo. 

## Clasificación final
| Pos. | Ciclista            | Equipo              | Tiempo   |
| ---- | ------------------- | ------------------- | -------- |
|      | Freddy Maertens     | Flandria            | -        |
| 1    | Francesco Moser     | Sanson              | 5h55'34" |
| 2    | Giuseppe Saronni    | Scic                | m.t.     |
| 4    | Herman Van Springel | IJsboerke-Colnago   | m.t.     |
| 5    | Gerrie Knetemann    | TI-Raleigh          | m.t.     |
|      | Willy Teirlinck     | Gitane-Campagnolo   | -        |
| 7    | Walter Planckaert   | Maes Pils-Mini Flat | a 4"     |
|      | Eddy Merckx         | Fiat France         |          |
| 9    | Frans Verbeeck      | IJsboerke-Colnago   | m.t.     |
| 10   | Roger De Vlaeminck  | Brooklyn            | m.t.     |